# ییرژی راشکا
ییرژی راشکا (چکی: Jiří Raška; ۴ فوریهٔ ۱۹۴۱ – ۲۰ ژانویهٔ ۲۰۱۲) اسکی‌باز پرش اهل چکسلواکی بود.